# 2012년 8월
| 2012년: 1월 · 2월 · 3월 · 4월 · 5월 · 6월 · 7월 · 8월 · 9월 · 10월 · 11월 · 12월 |

| <          | 2012년 8월 | 2012년 8월 | 2012년 8월  | 2012년 8월 | 2012년 8월 | >           |
| 일         | 월         | 화         | 수          | 목         | 금         | 토          |
|            |            |            | 1 6.14 갑오 | 2 15 을미  | 3 16 병신  | 4 17 정유   |
| 5 18 무술  | 6 19 기해  | 7 20 경자  | 8 21 신축   | 9 22 임인  | 10 23 계묘 | 11 24 갑진  |
| 12 25 을사 | 13 26 병오 | 14 27 정미 | 15 28 무신  | 16 29 기유 | 17 30 경술 | 18 7.1 신해 |
| 19 2 임자  | 20 3 계축  | 21 4 갑인  | 22 5 을묘   | 23 6 병진  | 24 7 정사  | 25 8 무오   |
| 26 9 기미  | 27 10 경신 | 28 11 신유 | 29 12 임술  | 30 13 계해 | 31 14 갑자 |             |

| - 8월 25일 - 닐 암스트롱 편집하기 |

## 2012년8월 31일(금요일)
사회
- 전라남도 나주시에서 초등학생을 성폭행한 범인이 붙잡히다.
- 대한민국의 위성 DMB 서비스가 자정을 기해 종료되다.

## 2012년8월 27일(월요일)
국제
- 미국 신용등급평가 회사인 무디스가 대한민국의 신용등급을 한 단계 상승한 Aa3로 올리다.

## 2012년8월 24일(금요일)
사건
- 미국 뉴욕 엠파이어 스테이트 빌딩 근처에서 총격 사건이 발생하다.

## 2012년8월 23일(목요일)
사회
- 대한민국 헌법재판소가 인터넷 실명제에 대해 위헌 판결을 내렸다.

## 2012년8월 22일(수요일)
사회
- 2012년 여의도 흉기난동 사건이 발생하였다.

## 2012년8월 21일(화요일)
국제
- 일본이 노다 요시히코 총리 주재로 독도 대책회의를 열어 독도 문제를 국제사법재판소에 회부하자고 제안하다.

## 2012년8월 20일(월요일)
정치
- 새누리당의 18대 대통령 후보로 박근혜가 선출되다.

## 2012년8월 18일(토요일)
사회
- 이 날부터 인터넷 사이트 가입 시 주민등록번호의 수집이 금지되다.

## 2012년8월 16일(목요일)
사회
- 한화그룹 김승연 회장이 징역 4년, 벌금 50억원을 선고받고 법정 구속되다.

## 2012년8월 13일(월요일)
사회
- 경복궁 인근에 있는 국립현대미술관 서울관 신축 공사 현장에서 화재가 발생하여 4명이 사망하다.

## 2012년8월 11일(토요일)
재해
- 이란 북서부 지방의 강진으로 인해, 최소 220명이 사망하고 1500명 이상이 부상당하는 피해가 발생하다.

## 2012년8월 10일(금요일)
재해
- 필리핀 북부의 집중 호우로 61명이 사망하고, 약 244만 명의 이재민이 발생하다.

사회
- 이명박 대통령이 대한민국 국가 원수의 자격으론 처음으로 독도를 방문하다.

## 2012년8월 9일(목요일)
과학
- 호모 루돌펜시스가 새로운 고대 인류라는 연구 결과가 네이처의 표지 논문으로 실리다.

## 2012년8월 6일(월요일)
우주과학
- 미국 항공 우주국(NASA)의 우주 탐사 로봇 큐리오시티가 화성에 착륙하는데 성공하다.

## 2012년8월 4일(토요일)
사회
- 예멘에서 알카에다의 자살 폭탄 테러 및 미국의 드론(무인기) 공격으로 인해 47명이 사망하다.
- 시리아의 정부군이 수도인 다마스쿠스를 완전히 장악했다고 밝히다.